# Лекніц
Лекніц (нім. Löcknitz) — громада в Німеччині, розташована в землі Мекленбург-Передня Померанія. Входить до складу району Передня Померанія-Грайфсвальд. Складова частина об'єднання громад Лекніц-Пенкун.
Площа — 22,67 км2. Населення становить 3255 ос. (станом на 31 грудня 2020).

## Галерея

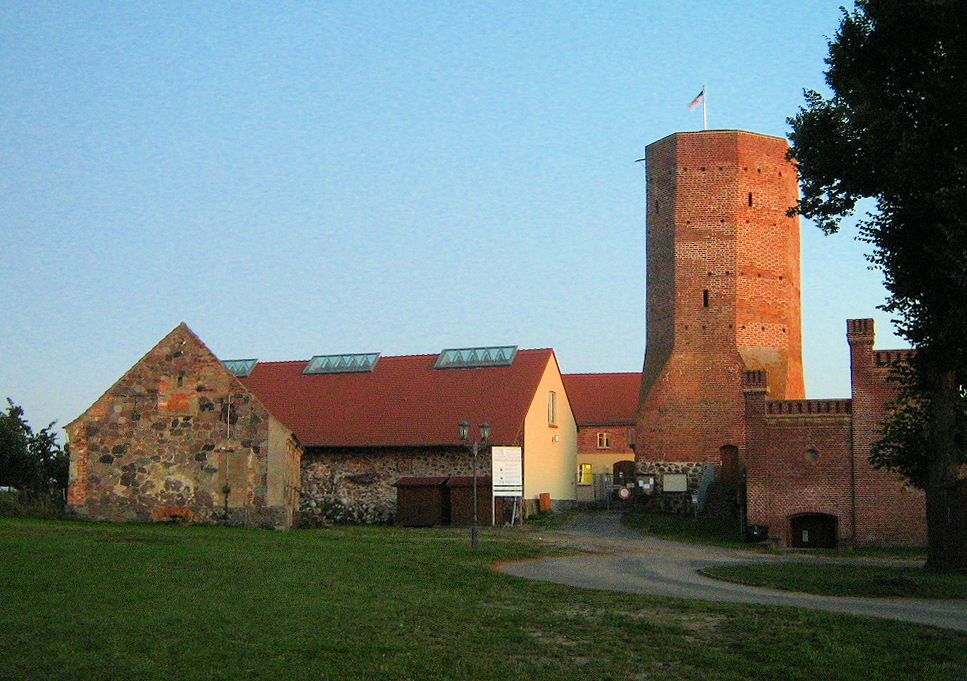
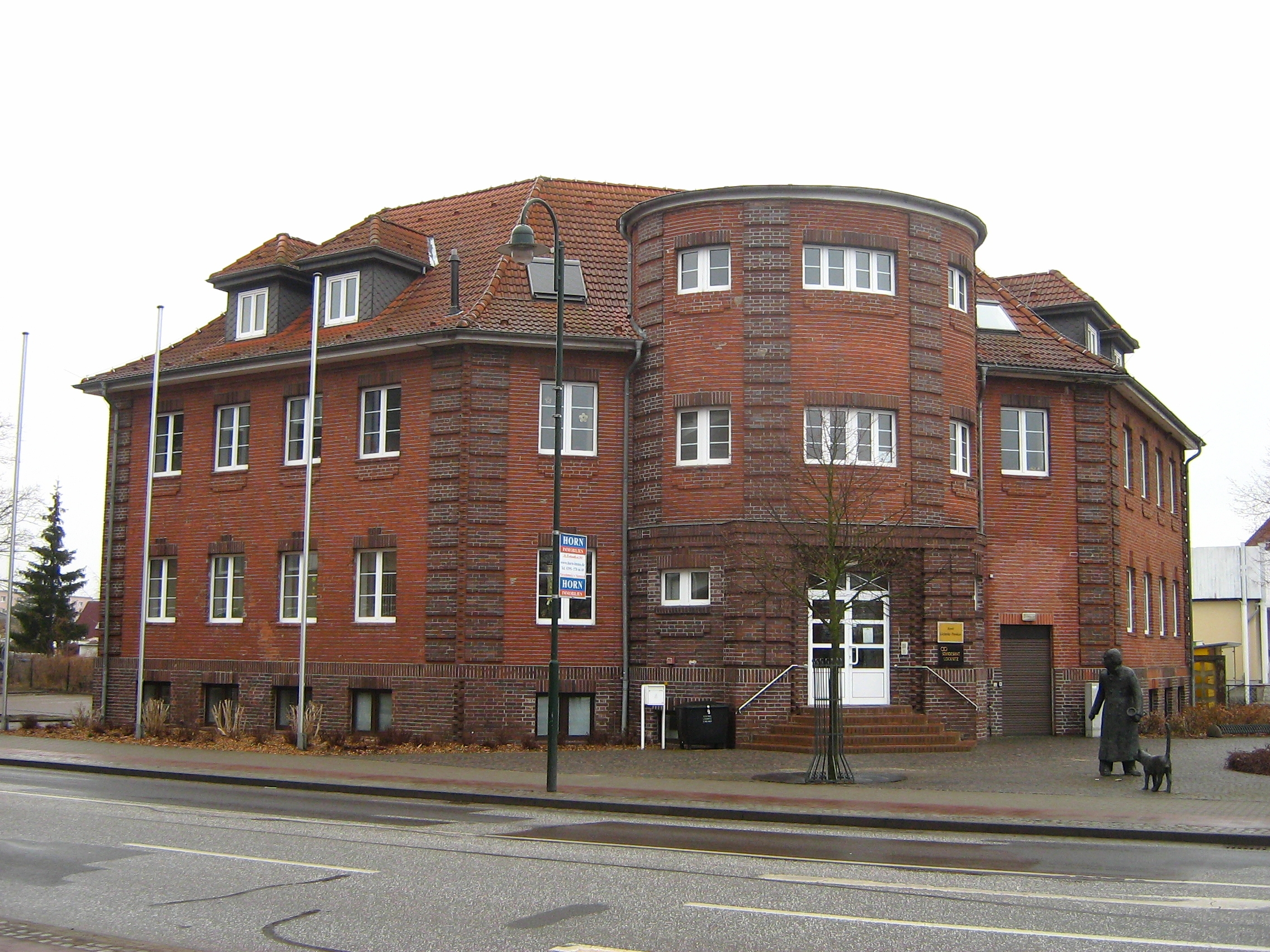
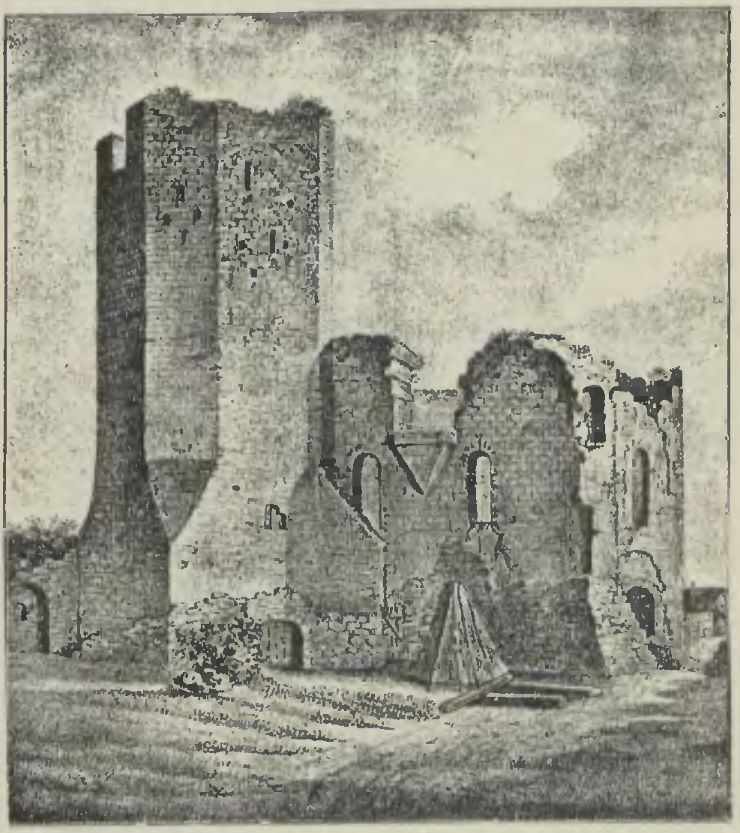
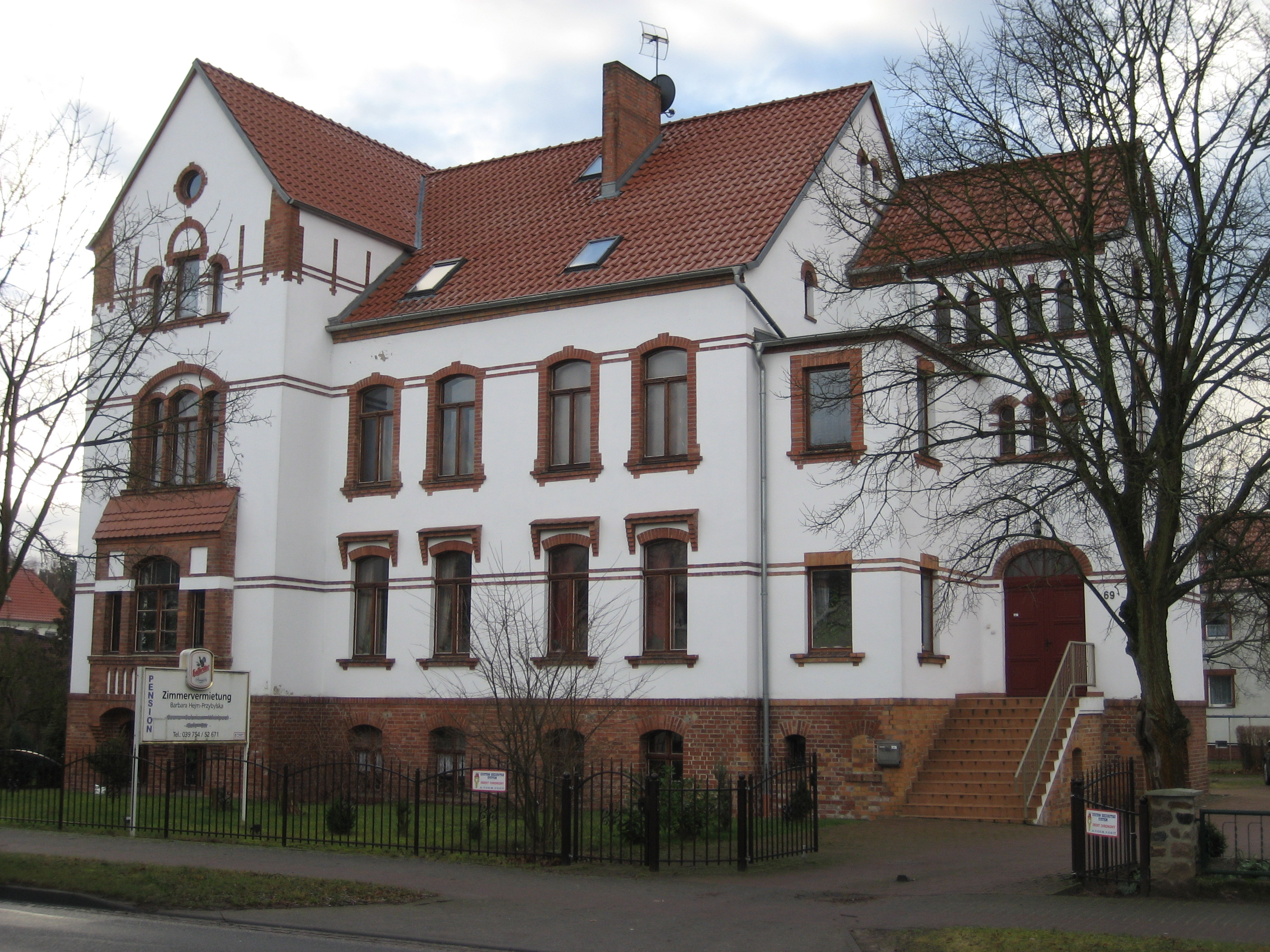
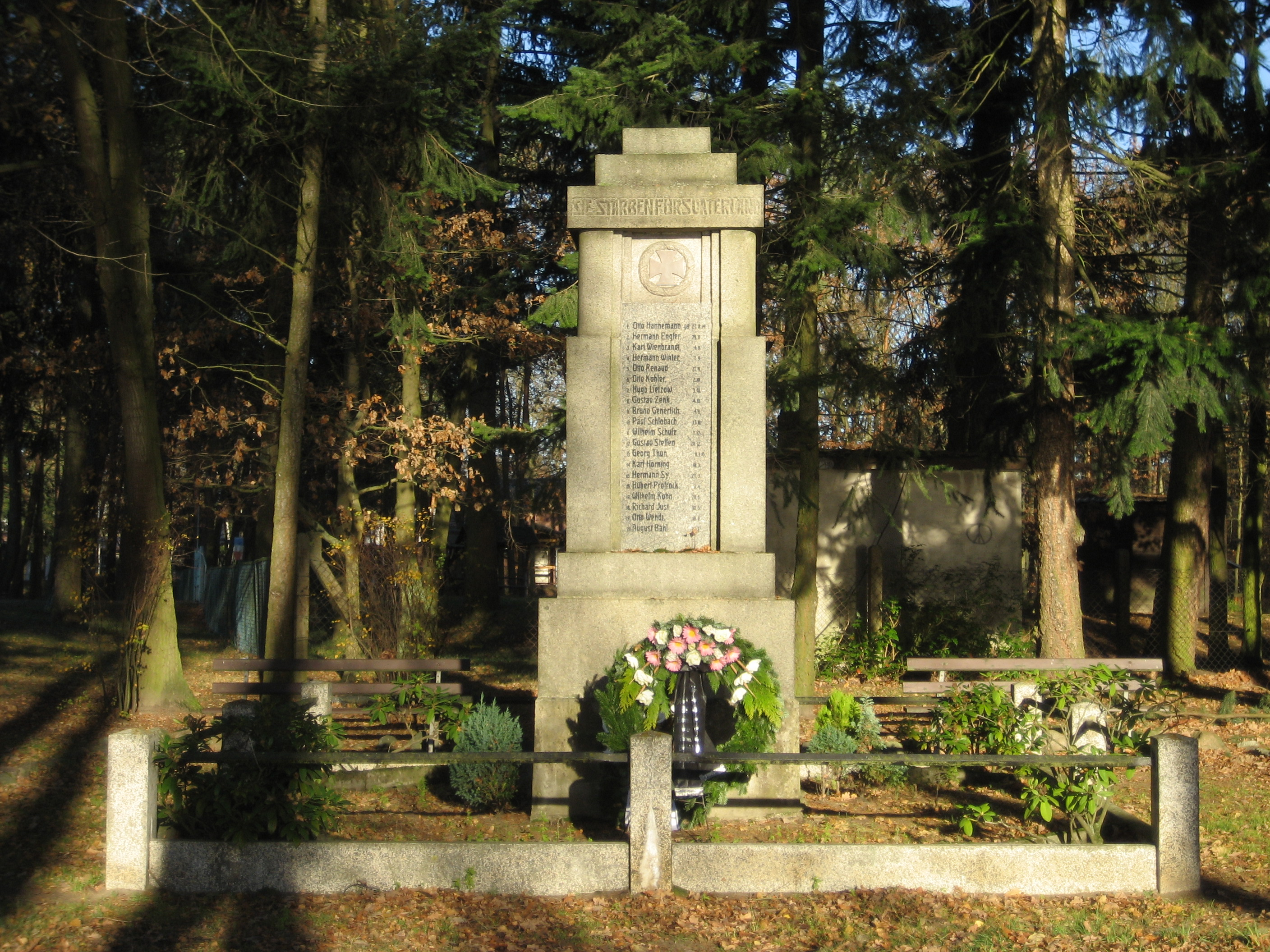
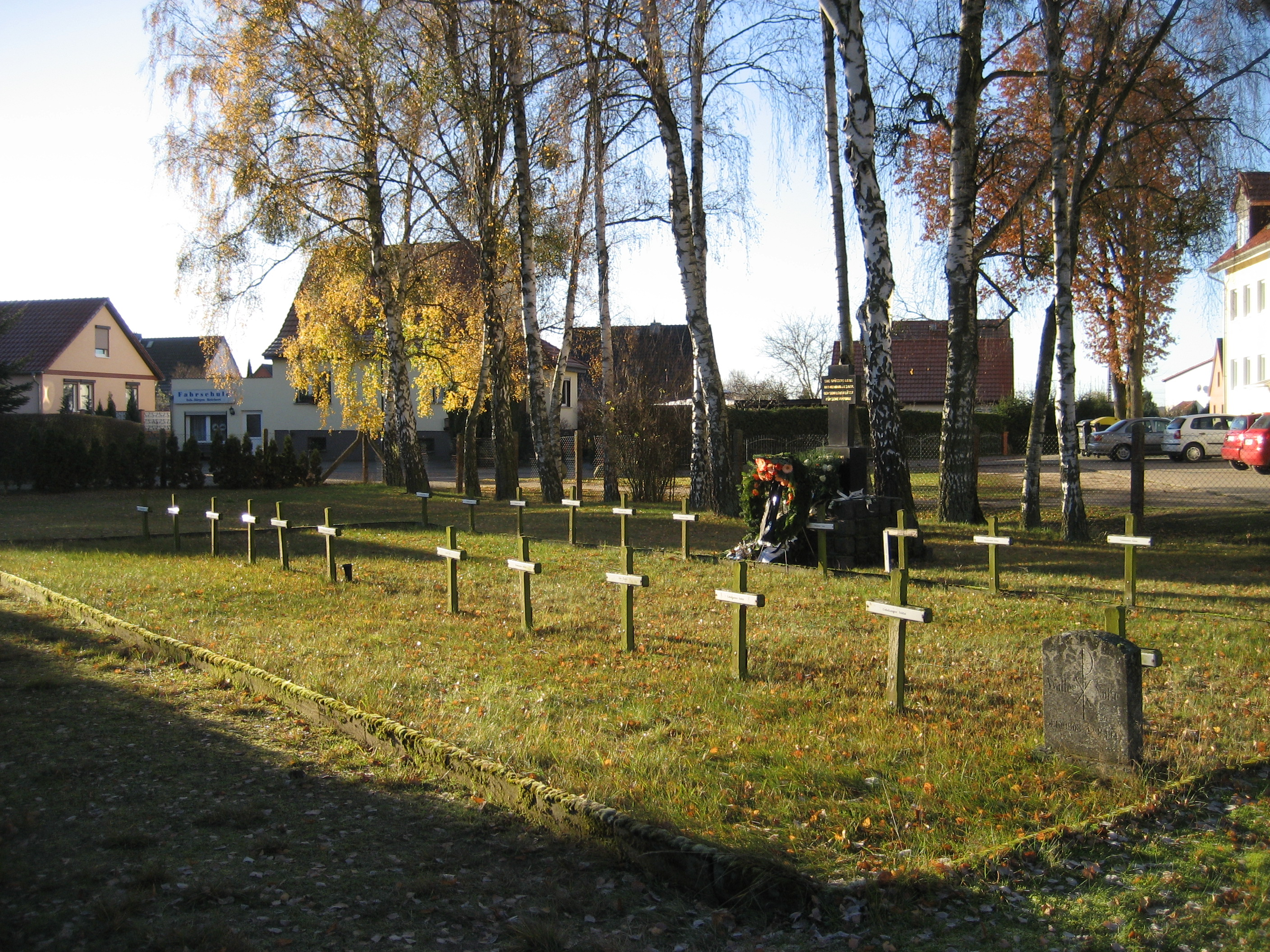